# Енергетика Греції
У енергетиці Греції домінує Публічне електроенергетичне підприємство, яке відоме переважно під абревіатурою грец. ΔΕΗ або англ. DEI, мажоритарний пакет акцій якого контролює держава.

## Електроенергетика

### Огляд
ΔΕΗ постачало 85,6 % усієї електроенергії в Греції в 2009 році та 77,3 % — в 2010 році. У період з 2009 по 2010 рік частка виробництва приватними виробниками електроенергії збільшилася на 56 % з 2709 ГВт⋅год у 2009 році до 4232 ГВт⋅год у 2010 році.
За даними грецького оператора ринку електроенергії (англ. LAGIE), загальні встановлені потужності в об'єднаній системі Греції на кінець 2016 року становили майже 16 615 МВт, включаючи 3 912 МВт з бурого вугілля, 4 658 МВт з природного газу, 3 173 МВт з об'єктів великої гідроенергетики та 4 873 МВт з відновлювальних джерел енергії.

### Теплові електростанції

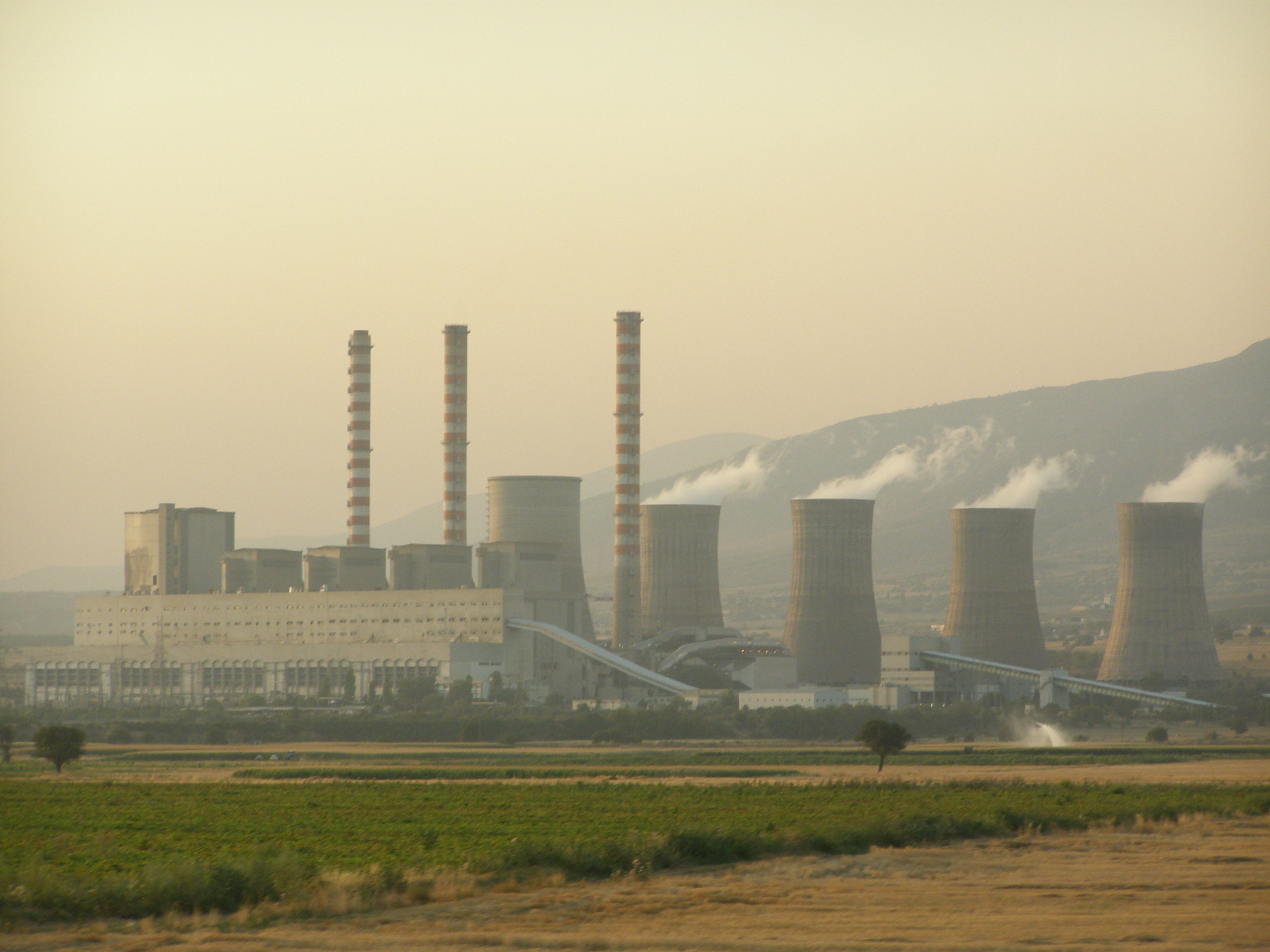
Електростанція Агіос Димитріос

ΔΕΗ виробляло з бурого вугілля 51,6 % виробленої ΔΕΗ електроенергії у 2009 році та 48 % — у 2010 році.
З природного газу виробляють 20 % електроенергії Греції.

### Гідроелектростанції
Гідроелектростанції виробляли 5 % електроенергії Греції в 2011 році. Частка гідроелектростанцій у загальному кінцевому споживанні енергії становила 24,5 % у 2016 році.

### Ядерна енергетика
Наразі в Греції не працює жодна атомна електростанція, проте в 2009 році Афінська академія запропонувала розпочати дослідження щодо можливості грецьких атомних електростанцій.

### Відновлювальна енергетика

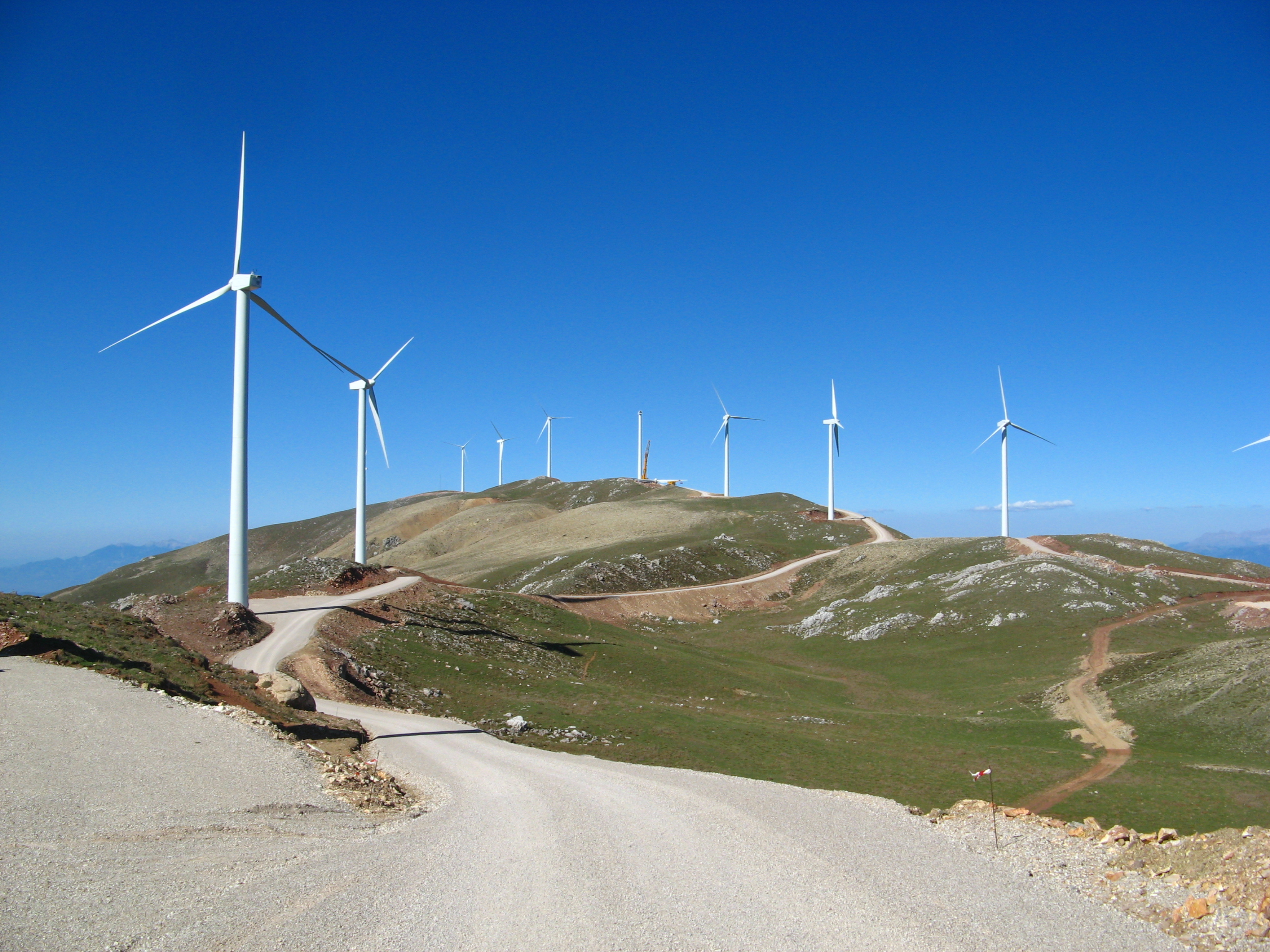
Вид на вітроелектростанцію на горі Паначайко.

Слідуючи Директиві Європейського Парламенту та Ради про заохочення до використання енергії, виробленої з відновлюваних джерел, Греція прагне, щоб до 2020 року виробництво всієї енергії в країні на 18 % здійснювалося з відновлювальних джерел. У 2015 році, за даними незалежного оператора передачі електроенергії в Греції (грец. ΑΔΜΗΕ), понад 20 % електроенергії в Греції виробляли з відновлювальних джерел енергії та на гідроелектростанціях, а у квітні їх частка сягала 50 %. Тенденція збереглася в 2016 році.
Частка відновлювальних джерел енергії, крім гідроелектростанцій, у загальному кінцевому споживанні енергії становила 24,5 % у 2016 році.
Директива 2009/28/ЄС про заохочення до використання енергії, виробленої з відновлюваних джерел, вимагає від країн ЄС, щоб відновлювальна енергетика задовольняла принаймні 20 % від загальних потреб в енергії до 2020 року. Для досягнення цього встановлені окремі національні цілі.

#### Вітроенергетика
| Потужність вітроенергетики ЄС та Греції (МВт) | Потужність вітроенергетики ЄС та Греції (МВт) | Потужність вітроенергетики ЄС та Греції (МВт) | Потужність вітроенергетики ЄС та Греції (МВт) | Потужність вітроенергетики ЄС та Греції (МВт) | Потужність вітроенергетики ЄС та Греції (МВт) | Потужність вітроенергетики ЄС та Греції (МВт) | Потужність вітроенергетики ЄС та Греції (МВт) | Потужність вітроенергетики ЄС та Греції (МВт) | Потужність вітроенергетики ЄС та Греції (МВт) | Потужність вітроенергетики ЄС та Греції (МВт) | Потужність вітроенергетики ЄС та Греції (МВт) | Потужність вітроенергетики ЄС та Греції (МВт) | Потужність вітроенергетики ЄС та Греції (МВт) | Потужність вітроенергетики ЄС та Греції (МВт) | Потужність вітроенергетики ЄС та Греції (МВт) | Потужність вітроенергетики ЄС та Греції (МВт) | Потужність вітроенергетики ЄС та Греції (МВт) | Потужність вітроенергетики ЄС та Греції (МВт) | Потужність вітроенергетики ЄС та Греції (МВт) | Потужність вітроенергетики ЄС та Греції (МВт) |
| Країна                                        | 2017 рік                                      | 2016 рік                                      | 2015 рік                                      | 2014 рік                                      | 2013 рік                                      | 2012 рік                                      | 2011 рік                                      | 2010 рік                                      | 2009 рік                                      | 2008 рік                                      | 2007 рік                                      | 2006 рік                                      | 2005 рік                                      | 2004 рік                                      | 2003 рік                                      | 2002 рік                                      | 2001 рік                                      | 2000 рік                                      | 1999 рік                                      | 1998 рік                                      |
| --------------------------------------------- | --------------------------------------------- | --------------------------------------------- | --------------------------------------------- | --------------------------------------------- | --------------------------------------------- | --------------------------------------------- | --------------------------------------------- | --------------------------------------------- | --------------------------------------------- | --------------------------------------------- | --------------------------------------------- | --------------------------------------------- | --------------------------------------------- | --------------------------------------------- | --------------------------------------------- | --------------------------------------------- | --------------------------------------------- | --------------------------------------------- | --------------------------------------------- | --------------------------------------------- |
| ЄС                                            | 168 729                                       | 153 730                                       | 141 726                                       | 129 060                                       | 117 383                                       | 105 696                                       | 93 957                                        | 84 074                                        | 74 767                                        | 64 712                                        | 56 517                                        | 48 069                                        | 40 511                                        | 34 383                                        | 28 599                                        | 23 159                                        | 17 315                                        | 12 887                                        | 9 678                                         | 6 453                                         |
| Греція                                        | 2 651                                         | 2 374                                         | 2135                                          | 1 980                                         | 1 865                                         | 1749                                          | 1629                                          | 1 208                                         | 1 087                                         | 985                                           | 871                                           | 746                                           | 573                                           | 473                                           | 383                                           | 297                                           | 272                                           | 189                                           | 112                                           | 39                                            |

#### Біоенергетика
Виробництво енергії з біомаси присутнє на ринку енергетики в Греції. Комісія ЄС визначає біомасу як третє джерело енергії в межах ЄС після вітру. Греція визначила 350 МВт електроенергії на біомасу — біопаливо.
Наразі в Греції виробляють менше 50 МВт енергії з біомаси — біопалива (з 350 МВт). Зелений тариф становить 198 € за МВт⋅год. Договір на 20 років з можливістю продовження після закінчення. Процес ліцензування довгий.

## Нафтогазова промисловість

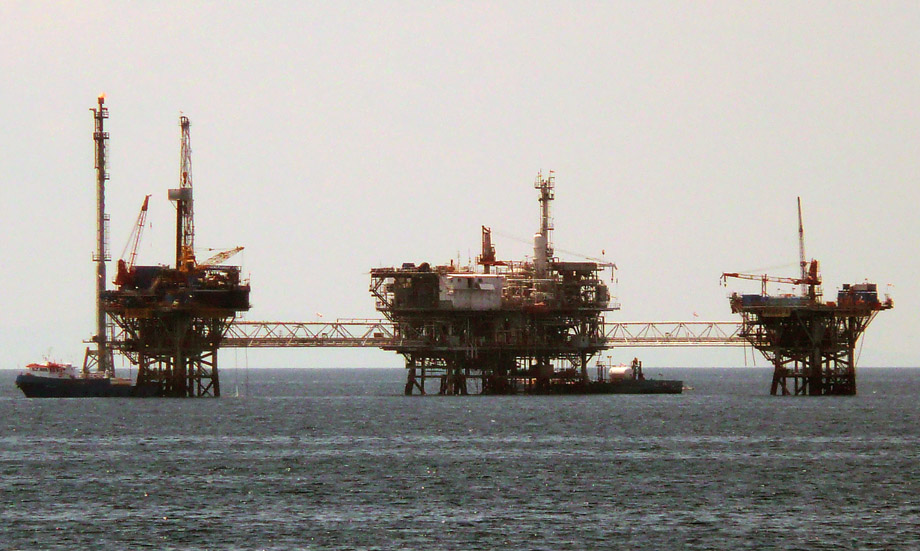
Бурова платформа біля Кавали

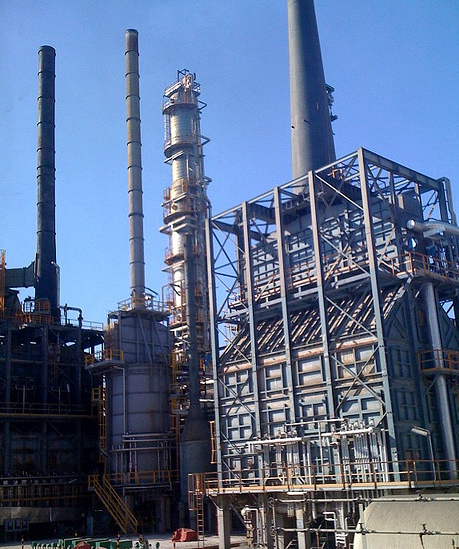
Нафтоперегонний комплекс Hellenic Petroleum.

Підтверджені запаси нафти Греції складали 10 мільйонів барелів станом на 1 січня 2011 року. Hellenic Petroleum — найбільша в країні нафтова компанія, а за нею — Мотор Ойл (Еллас). Видобуток нафти в Греції становить 7 946 барелів на добу. Греція посідає 90-е місце за видобутком. Вона експортує 1863 барелів на добу (57-е місце) та імпортує 496 660 барелів на добу (25-е місце).
У 2011 році грецький уряд схвалив початок розвідки та буріння нафти у трьох місцях в межах Греції з оцінками видобутку від 250 до 300 мільйонів барелів протягом наступних 15 — 20 років. За оцінками, обсяг видобутку з трьох родовищ у євро становитиме 25 мільярдів євро за 15 років, з яких 13–14 мільярдів євро надійдуть до державного бюджету. Спір між Грецією та Туреччиною щодо Егейського моря створює значні перешкоди розвідці нафти в Егейському морі.
Окрім цього, Греція планує розпочати розвідку нафти та газу в інших місцях у Іонічному морі, а також у Лівійському морі, в межах виключної грецької економічної зони на південь від Криту. Міністерство навколишнього середовища, енергетики та змін клімату оголосило, що різні країни, включаючи Норвегію та США, зацікавлені в розвідці, та перші результати оцінки кількості нафти та газу в цих місцях очікують улітку 2012 року.
Низка нафтових і газових трубопроводів в країні знаходяться в стадії будівництва або проектування. Такі проекти включають газопроводи Інтерконектор Туреччина-Греція-Італія (ITGI) та Південний потік.
Трубопровід Туреччина — Греція, 296 кілометрів (184 миля) завдовжки, який з'єднує газотранспортні мережі Туреччини та Греції, завершений у вересні 2007 року.

## Вугільна промисловість
Копальня «Мегалополі» — це великий вугільний кар'єр, що належить Публічному енергетичному підприємству Греції.
Найбільші родовища бурого вугілля та кам'яного вугілля в Греції знаходяться в районі Західної Македонії, особливо в Птолемейді.

## Загальні показники
| Енергетика Греції | Енергетика Греції | Енергетика Греції | Енергетика Греції | Енергетика Греції | Енергетика Греції | Енергетика Греції |
| | Capita            | Первинна енергія  | Виробництво       | Імпорт            | Електрика         | Викиди CO2        |
| | Млн               | ТВт⋅год           | ТВт⋅год           | ТВт⋅год           | ТВт⋅год           | Мт                |
| --- | ----------------- | ----------------- | ----------------- | ----------------- | ----------------- | ----------------- |
| 2004 рік | 11.06             | 354               | 120               | 284               | 57,0              | 93.9              |
| 2007 рік | 11.19             | 374               | 141               | 284               | 63,0              | 97.8              |
| 2008 рік | 11.24             | 354               | 115               | 293               | 64.3              | 93.4              |
| 2009 рік | 11.28             | 342               | 117               | 258               | 62.5              | 90.2              |
| 2012 рік | 11.31             | 311               | 112               | 228               | 59.8              | 83.6              |
| 2012R | 11.09             | 309               | 121               | 226               | 61.1              | 77.5              |
| 2013 рік | 11.03             | 272               | 108               | 188               | 55.1              | 68.9              |
| Зміна 2004-09 | 2,0 %             | -3,4 %            | -2,0 %            | -9,1 %            | 9,8 %             | -3,9 %            |
| 1 Мтое прирівняно до 11,63 ТВт. Первинна енергія включає втрати енергії 2012R — Показники оновлено через змінену критеріїв розрахунку викидів CO2 |                   |                   |                   |                   |                   |                   |